# Marisa Allasio
Marisa Allasio (Torino, 1936. július 14. –) olasz színésznő.

## Élete és pályafutása
Szülei: Frederico Allasio (1914–1987) olasz labdarúgó és Lucia Rocchietti voltak. 1952-ben Rómában statiszta lett a Cinecitta című filmben. Az 1950-es években rendkívül sokat fényképezték a magazinok. 1954-ben jutott először kisebb feladathoz, majd vonzó külseje révén vezető szerepeket is kapott.
Szabados szellemű, kihívó, modern fiatal leányalakok életteljes megszemélyesítője.

## Magánélete
1958-ban házasságot kötött gróf Pier Francesco Calvi di Bergolóval (1933–2012), aki Jolanda hercegnő – III. Viktor Emánuel olasz király (1869–1947) és Ilona olasz királyné (1873–1952) elsőszülött gyermeke – és Giorgio Carlo Calvi (Bergolo grófja) fia volt.

## Filmjei
- A vasárnap hősei (Gli eroi della domenica; 1952)
- Cuore di mamma (1954)
- Ballata tragica (1955)
- Ragazze d’oggi (1955)
- Háború és béke (War and Peace; 1956)
- Maruzzella (1956)
- Szegények, de szépek (Poveri ma belli; 1957)
- A kacér Marisa (Marisa la civetta; 1957)
- Arrivederci Roma (1957)
- Szépek, de szegények (Belle ma povere; 1957)
- Kemping (Camping; 1958)
- Velence, a hold és te (Venezia, la luna e tu; 1958)